# Cavalera Conspiracy
Cavalera Conspiracy — бразильський важкометалевий гурт, який заснували брати Макс (спів, гітара) та Ігор Кавалери (ударні). Колектив виник 2007 року як Inflikted, проте змінив назву з юридичних причин.

## Учасники
Теперішні
- Макс Кавалера (Max Cavalera) — спів, ритм-гітара (з 2007)
- Ігор Кавалера (Igor Cavalera) — ударні, перкусія (з 2007)
- Марк Ріццо (Marc Rizzo) — лід-гітара (з 2007)

Колишні
- Джо Дуплантьє (Joe Duplantier) — бас-гітара (2007—2008)
- Джоні Чоу (Johny Chow) — бас-гітара (з 2008)

## Дискографія
- Inflikted (2008)
- Blunt Force Trauma (2011)
- Pandemonium (2014)
- Psychosis (2017)